# 袋中寺
袋中寺（たいちゅうじ）は、沖縄県那覇市にある浄土宗の寺院。

## 前史
琉球に浄土宗が伝来したのは、1603年（万暦31年・慶長8年）に袋中が来琉したことをもって嚆矢とする。袋中は陸奥国石城郡（現・福島県いわき市）の出身の僧侶で、仏法を学ぶため明国渡航を志し、中継地の琉球王国に渡ったのである。琉球では尚寧王や儀間真常の帰依を受け、那覇に桂林寺を創建した。しかし明への渡航が不可能なことを悟り、1606年（万暦34年・慶長11年）に帰国した。
袋中帰国後の琉球浄土宗は、直後に勃発した薩摩藩による琉球侵攻の混乱もあって教勢が振るわず、桂林寺もいつしか廃寺となってしまった。浄土宗そのものは根付かなかったが、やがて「ニンブチャー」という念仏を唱える集団が登場し、今日のエイサーの起源になったといわれている。

## 歴史
1937年（昭和12年）、信ケ原良哉によって開山された。良哉は袋中が帰国後に開山した京都の檀王法林寺の第25世住職であり、袋中上人三百年忌記念事業として「檀王別院袋中寺」を創建した。しかし、1945年（昭和20年）の沖縄戦で壊滅的打撃を受けた。戦後のアメリカ統治期は、浄土宗寺院が一つも無い状態が続いてきた。
1972年（昭和47年）の沖縄返還後、檀王法林寺の第26世住職の信ケ原良文を中心に再建計画が立てられ、浄土宗宗務庁の協力もあり、1975年（昭和50年）に再建された。

## 交通アクセス
- 小禄駅より徒歩14分。